# Stadion Fazanerija
Stadion Fazanerija – stadion piłkarski w Murskiej Sobocie, w Słowenii. 

## Charakterystyka
Został otwarty w 1936 roku, a następnie był rozbudowywany w latach 1983, 1994 oraz 2001. Może pomieścić 5500 widzów, z czego 3782 to miejsca siedzące. Na stadionie swoje spotkania rozgrywa drużyna ND Mura 05.